# Pinios (Elis)

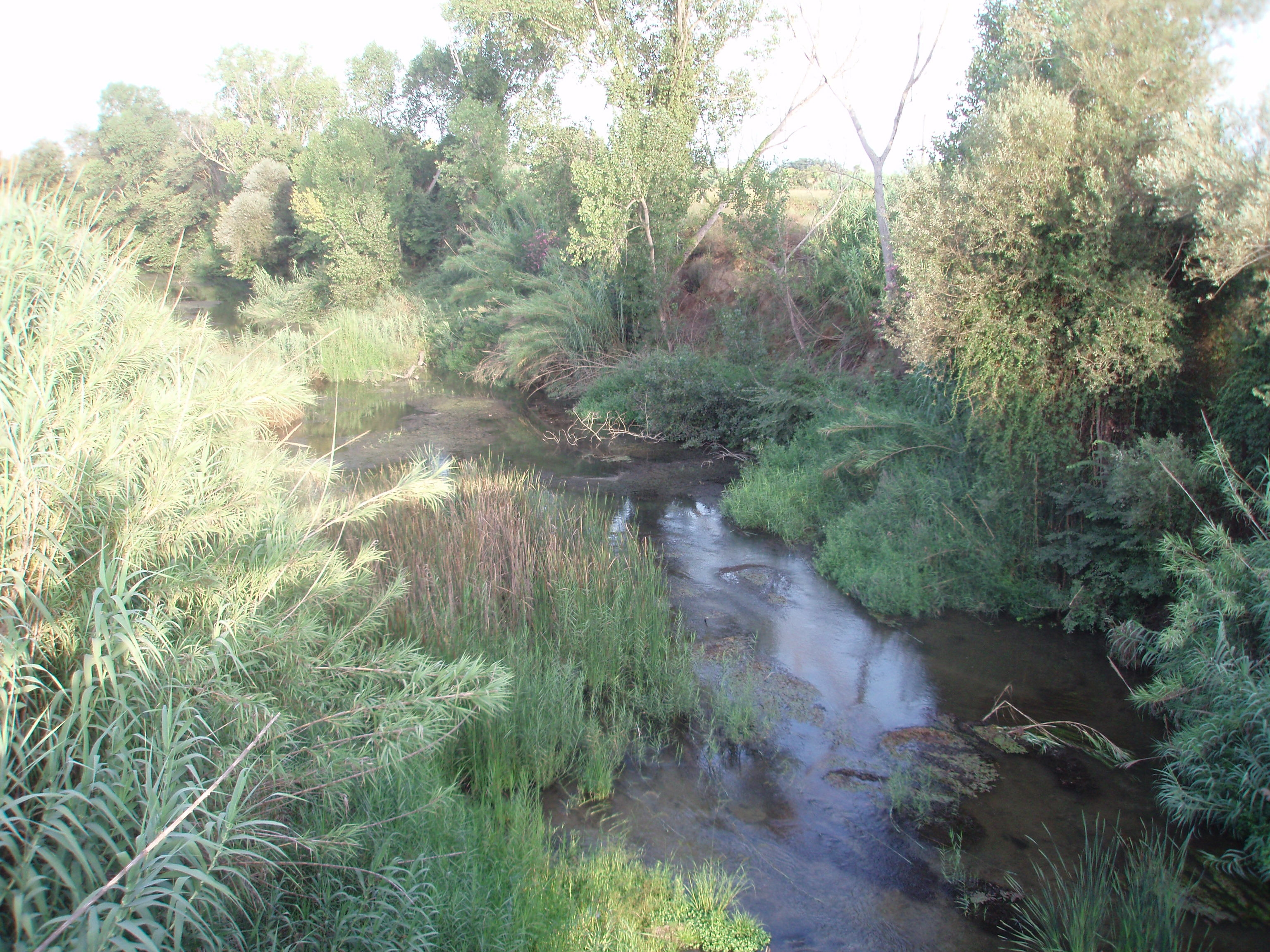
De Pinios

De Pinios (ook wel gespeld als Peneos) (Grieks: Πηνειός, Piniós, met klemtoon op de -o-) is een Griekse stroom in het deel van de Peloponnesos dat nu bij de regio West-Griekenland hoort.
Hij ontspringt op de zuidelijke flank van de 2.221 m hoge Erýmanthus-berg, stroomt hoofdzakelijk in westelijke richting door de vlakte van Elis en mondt uiteindelijk uit in de Ionische Zee, ten zuidwesten van Gastouni.
Het middendeel van zijn loop vormt de grens tussen de Griekse departementen Ilia en Achaea.

## Mythologie
Deze rivier werd (samen met de rivier Alpheüs) in een van de twaalf werken van Heracles via een kanaal omgeleid om de stal van Augias schoon te maken.
- Gemeinsame Normdatei: 7583777-8
- Virtual International Authority File: 248313995